# Ronde van Italië 2008/Achtste etappe
De achtste etappe van de Ronde van Italië 2008 werd op 17 mei verreden.
Op de dag na de eerste echte bergetappe sprongen vijf renners weg uit het peloton: Fortunato Baliani, Daniele Nardello, Alessandro Spezialetti, Mathieu Perget en Adam Hansen. Omdat Saunier Duval en Quick-Step kansen zagen voor de dagzege begonnen zij jacht te maken op de koplopers. Op het klimmetje naar de finish werd de Hansen, die op tien kilometer van de meet was weggesprongen, gepakt.
Op het klimmetje controleerde Leonardo Piepoli voor zijn kopman Riccardo Riccò. Keurig reed hij de gaten naar de aanvallers dicht. Maar op een demarrage had hij geen antwoord: die van Danilo Di Luca. Die demarrage was heel opmerkelijk, omdat hij de klim achter in het peloton begon. Maar Riccò reageerde en haalde Di Luca in. Paolo Bettini kwam nog dichtbij, maar Riccò mocht toch zijn tweede etappezege vieren.
Alberto Contador viel in deze etappe, achteraf bleek hij alleen een scheurtje in zijn elleboog te hebben opgelopen.
1e etappe ·
2e etappe ·
3e etappe ·
4e etappe ·
5e etappe ·
6e etappe ·
7e etappe ·
8e etappe ·
9e etappe ·
10e etappe ·
11e etappe ·
12e etappe ·
13e etappe ·
14e etappe ·
15e etappe ·
16e etappe ·
17e etappe ·
18e etappe ·
19e etappe ·
20e etappe ·
21e etappe
Startlijst · Eindstanden · Afbeeldingen